# Fudbalski Klub Kom
El Fudbalski Klub Kom (en montenegrino cirílico: Фудбалски клуб Ком) es un club de fútbol de Montenegro de la ciudad de Podgorica. Fue fundado en 1958 y juega en la Primera División de Montenegro.

## Historia
El F. K. Kom es un club fundado en 1958, pese a que nunca ha conseguido resultados destacables, tras la creación del país de Montenegro el equipo ha gozado de mayor renombre al ser uno de los clubes fundadores de la Primera División de Montenegro creada en 2006. El Kom es el club "pequeño" de la ciudad de Podgorica, ya que no goza de la fama que posee el otro equipo de la ciudad, el Fudbalski Klub Budućnost Podgorica. 
Sus clasificaciones en la primera liga montenegrina fueron discretas durante las tres primeras temporadas, hasta que descendió en 2010 a Segunda División. Tras dos temporadas en dicha categoría el equipo descendería nuevamente, esta vez a Tercera División, la categoría más baja del fútbol montenegrino.

## Palmarés
- Segunda Liga de Yugoslavia: 1

2002/03
- Liga de la República de Montenegro: 2

1991/92, 2001/02
- Copa de la República de Montenegro: 1

1991/92
- Segunda División de Montenegro: 1

2016/17